# 青木遥
青木 遥（あおき はるか、2011年12月3日 - ）は、日本の声優・元子役。プロダクション・エース所属。東京都出身。

## 略歴
話す声が大きいことから声優プロダクションに入り、小学校3年生のときにデビュー。2022年にはちいかわ役でテレビアニメ初出演となった。
自身で描いたイラストを時々、Xに投稿している。

## 出演
太字はメインキャラクター。

### テレビアニメ
- ちいかわ（2022年 - 2025年、ちいかわ[4]）
- 天久鷹央の推理カルテ[5]（2025年、患者[6] / 鈴原宗一郎[7]）

### ゲーム
- Shadowverse（2022年、ちいかわ[8][9]）

### 吹き替え

#### 映画
- マイティ・エクスプレス（英語版）（ライザ[1]）

### ボイスオーバー
- Through Our Eyes　小さな瞳に映る世界（スカイラー）
- ワールド極限ミステリー（ジョンベネ、チーフォン）

### ナレーション
- UR賃貸住宅ラジオCM（2023年、娘[10]）